# The Big Money (låt)
The Big Money är en låt av den kanadensiska progressive rock-bandet Rush. Låten släpptes först som en singel den 26 september 1985. Den släpptes senare som den första låten på albumet Power Windows  släppt 14 oktober 1985. Det är den kändaste låten på albumet. 
Rush spelade låten 454 gånger live. Den sista gången "The Big Money" spelades var den 4 augusti 2013.